# Canopo (Egito)
Canopo ou Canopus (língua grega antiga Κάνωβος do Antigo Egípcio Kah Nub, "chão d'ouro") é uma cidade portuária do Antigo Egito situada na região oeste do Delta do Nilo e ligada às cidades vizinhas como Heracleion, o porto aduaneiro, e provavelmente à Alexandria por canais. O nome "Kahnub" foi um apelido da cidade por sua abundância, originalmente chamada "peguat" (em hieróglifos):
Era situada em cercanias do porto moderno do Alexandria, 25 quilômetros do centro de aquela cidade e dois ou três quilômetros de Abuquir. A cidade antiga cumpriu a função do porto principal egípcio até a fundação de Alexandria em século IV a.C. Suas ruínas estão localizadas em ilha sedimentar ocidental do delta, em desembocadura do braço localizado no extremo Oeste da formação fluvial, também chamado braço Canópico, Canóbico ou Hereaclótico, um dos sete braços antigos do Nilo (o Canópico, o Bolbitínico, o Sebenítico, o Bucólico ou o Fátnico, o Mendésico, o Tanítico (seco no século IX a.C.) e o Pelúsico (coberto com areia no século XII a.C.)).